# Nils Ericson
Nils Ericson (dříve Ericsson; 31. ledna 1802 Långbanhyttan, provincie Värmland – 8. září 1870 Stockholm) byl švédský inženýr, stavitel a voják. Nils Ericsson byl starší bratr vynálezce Johna Ericssona.
Nils byl stejně jako jeho bratr ve švédské armádě. V roce 1823 byl podporučíkem v inženýrském sboru, v roce 1828 byl povýšen do hodnosti poručíka. V roce se stal 1830 kapitánem, 1832 majorem a v roce 1850 plukovníkem mechanizovaného praporu švédského námořnictva.
Od roku 1855 působil Nils jaro vedoucí státních železničních staveb. Jeho inženýrská díla jsou známá zejména stavbou Trollhättenského kanálu v letech 1837 – 1844, velkého kanálu mezi řekou Saimen ve Finsku a Finským zálivem (1849 – 1856) a v poslední řadě díky zbudování švédských železnic, které jsou jeho nejznámějším dílem.
Poté, co v roce 1862 odstoupil z vedení švédských železnic, mu byla poslanci schválená doživotní renta ve výši 15 000 riksdolarů ročně. V roce 1854 byl povýšen do šlechtického stavu a v roce 1860 dostal titul svobodný pán.